# Carlos Vilardebó
Carlos Vilardebó (Lisboa, 16 de setembro de 1926 - Aubais, 5 de Junho de 2019) foi um realizador de cinema luso-francês. Morreu a 5 de Junho de 2019, em Aubais.

## Biografia
Carlos Cardoso Vilardebó, nasceu a 15 de Setembro de 1926, na freguesia de Santa Isabel, em Lisboa. Filho de Ricardo Braamcamp de Mattos Vilardebó, natural de Évora, e de D. Suzanne Philiber Cardoso, natural de Paris. A sua mãe é filha do Capitão de Fragata Augusto de Melo Pinto Cardoso e de Marie de Leyx. Tinha uma irmã, Helena Cardoso Vilardebó (Beira, 1918), e um irmão, Anselmo Cardoso Vilardebó (Beira, 1922). O seu pai morreu em Angola quando Vilardebó tinha menos de um ano de idade. O seu avô paterno veio de Barcelona para Évora na segunda metade do século XIX. Casou a 18 de Agosto de 1951, Paris, com Jeanne Charlotte Alix Sarrade (Jane Vilardebó), directora, argumentista e assistente de direcção, filha do escultor e professor de Belas Artes em Orão, Joanny-Félicien Sarrade. 
Carlos Vilardebó estudou em Paris, e em 1946, estreou-se como correalizador e trabalhou com Jacques Becker, René Chanas, Pierre Billon, Julien Duvivier, Jean Grémillon, e posteriormente com Agnès Varda. Em 1948, realizou sua primeira curta-metragem, Un dimanche. 
Suas obras mais conhecidas são Le cirque de Calder, A Colher Egípcia (La petite cuillère) que ganhou a Palma de Ouro de curta-metragem em 1961, e As Ilhas Encantadas (Les Îles enchantées), sua única longa-metragem lançada em 1965.